# Ischnoptera flagellifer
Ischnoptera flagellifer är en kackerlacksart som beskrevs av Morgan Hebard 1921. Ischnoptera flagellifer ingår i släktet Ischnoptera och familjen småkackerlackor.
Artens utbredningsområde är Colombia. Inga underarter finns listade i Catalogue of Life.